# Autoroute A13 (Francia)
L’autoroute A13, detta anche autoroute de Normandie o autoroute de l'Ouest, è un'autostrada francese che collega Parigi a Caen, in Normandia, passando per Rouen. Lunga 225 km, l'A13 è stata la prima autostrada francese, aperta nel 1946. L'autostrada è gestita dalla Société des Autoroutes de Paris Normandie dal casello di Buchelay, mentre il tratto parigino è gestito dal consiglio dell'Île-de-France.